# NGC 1268
NGC 1268 (другие обозначения — UGC 2658, MCG 7-7-56, ZWG 540.93, PGC 12332) — спиральная галактика (Sb) в созвездии Персей.
Этот объект входит в число перечисленных в оригинальной редакции «Нового общего каталога».
В галактике вспыхнула сверхновая SN 2008fg типа Ia, её пиковая видимая звездная величина составила 18,8.